# Velódromo Olímpico de Río
El Velódromo Olímpico de Río (originalmente llamado Velódromo da Barra) es un Velódromo localizado dentro del Parque Olímpico de Río de Janeiro en Barra da Tijuca, Río de Janeiro, Brasil.
Fue inaugurado el 11 de julio de 2007 poco antes de realizarse los Juegos Panamericanos competición para la cual fue construida. Presenta una pista de madera de pino siberiano y tiene capacidad para 1.500 espectadores. Una vez terminados los juegos será administrado por la Confederación Brasileña de Ciclismo. 
El recinto fue totalmente reconstruido con una capacidad para 5.000 personas de manera de albergar las competencias de Ciclismo en los Juegos Olímpicos de Río de Janeiro 2016.

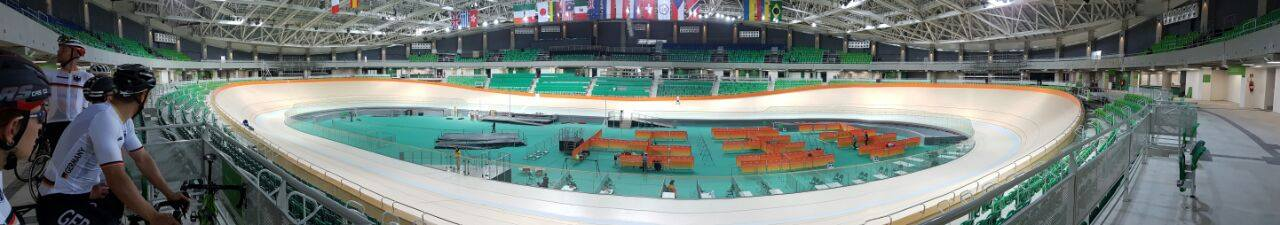
Panorámica del velódromo.